# Old Man of Hoy

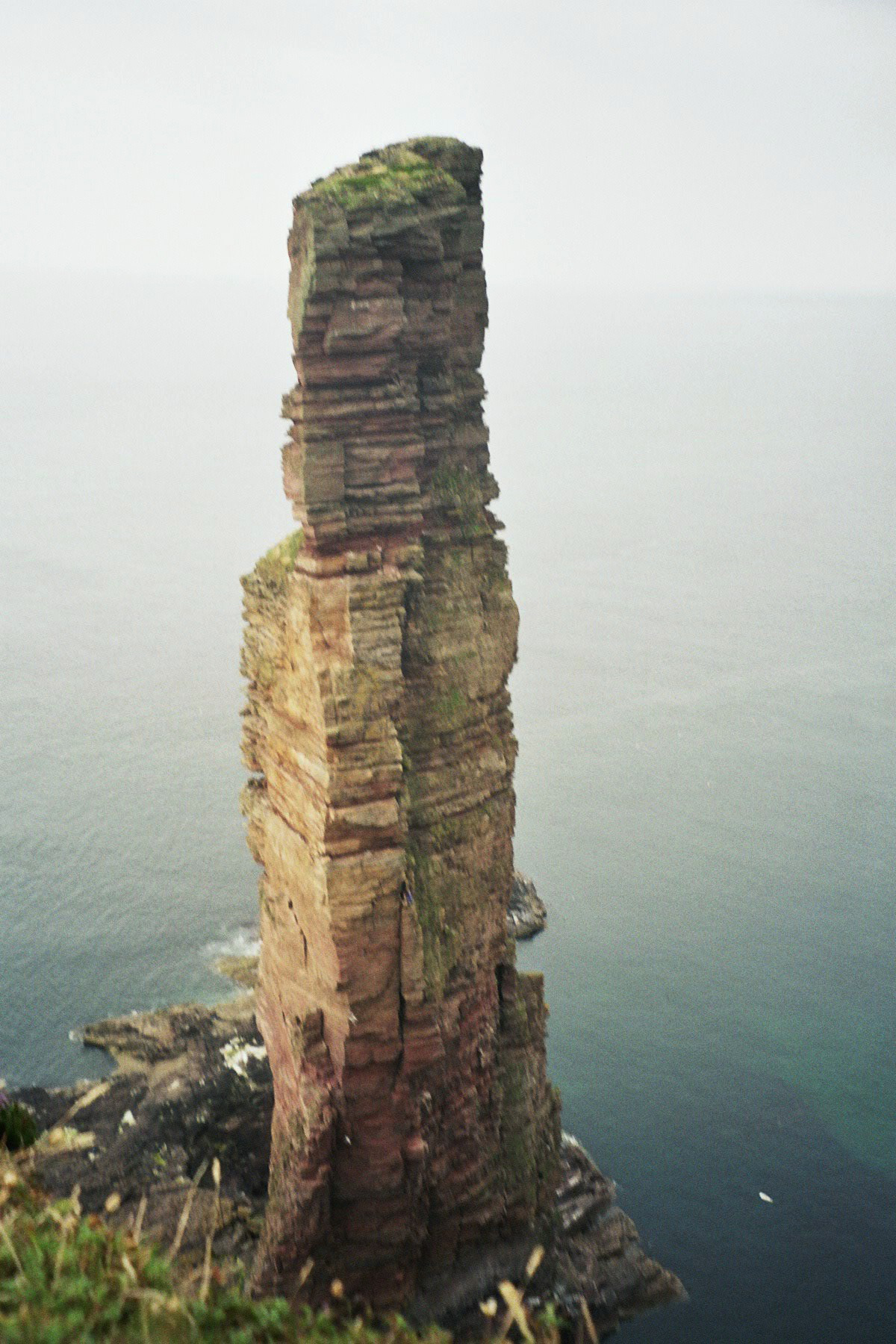
The Old Man of Hoy

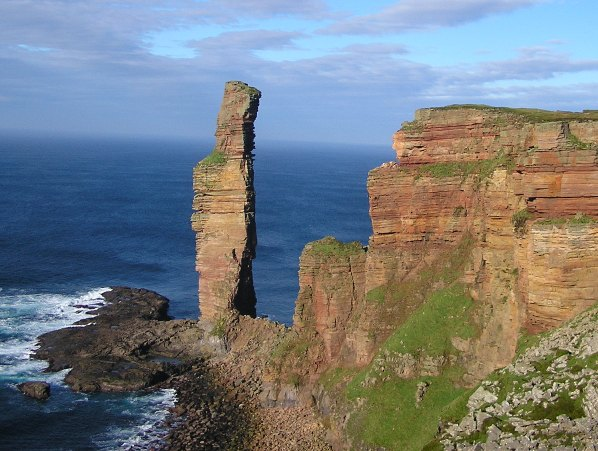
The Old Man of Hoy, sedd från syd

Old Man of Hoy är en 137 meter hög klippformation i röd sandsten, som står på en sockel av vulkanisk basalt, nära Rackwick Bay på västkusten av ön Hoy, på Orkneyöarna i Skottland.
Rauken Old man of Hoy är ett utmärkande landmärke som kan ses från färjan mellan Thurso och Stromness och är en känd klätterklippa. Den ligger nära den kända gravkammaren Dwarfie Stane på samma ö. 

## Historia
Rauken är förmodligen yngre än 400 år kanske inte blir så mycket äldre, eftersom det finns indikationer på ett förestående ras. På kartor från 1600 och 1750 visas området som en udde, utan tecken på någon rauk. Landskapsmålaren William Daniell avbildade raukklippan 1817, som en bredare kolumn med en mindre överdel och med en båge vid basen, från vilken den fått sitt namn. (En utskrift av denna teckning är fortfarande tillgänglig det lokala museet). Någon gång i början av 1800-talet spolade en storm bort ett av "benen" och skapade det ungefärliga nuvarande utseendet  även  om erosionen fortsätter.

## Klätterrekord
Klippan bestegs första gången 1966, av Chris Bonington, Rusty Baillie och Tom Patey under en period av tre dagar. Den 8-9 juli 1967 dokumenterades en uppstigning i direktsändning av BBC, vilket lockade ungefär 15 miljoner tittare under sändningens tredagarsperiod.. Denna klätterexpedition bestod av Bonington och Patey, som upprepade sin bestigning, samtidigt som två nya leder bestegs av Joe Brown och Ian McNaught-Davis samt av Pete Crew och Dougal Haston.
Den lodräta klippan har ett antal klätterleder (en sträcka är på den brittiska klättergraden E6), men den stora majoriteten av uppstigningar, av vilka det finns 20-50 under ett genomsnittligt år, är av den ursprungliga och enklaste vägen till E1 (5b). En liten RAF loggbok finns begravd i ett röse på toppen och tjänar som ett "ascensionists' record".
Lämningar från de ursprungliga bestigningarna på 1960-talet finns kvar i klippan i form av inslagna träkilar i det vertikala hörnet på den andra nivån. Klättersäkringen (belaying) består av både naturligt material och järnkilar .
På morgonen den 16 maj 2008 utannonserades det första BASE-hoppet från klippan via  BBC Radio Orkney. Det utfördes från klippans topp av Roger Holmes, Gus Hutchinson-Brown och Tim Emmett och hade planerats i tre år.